# Llista de topònims de Llavorsí
Llista de topònims (noms propis de lloc) del municipi de Llavorsí, al Pallars Sobirà
Informació actualitzada per un bot. Els canvis manuals es perdran quan s'actualitzi!

## borda
| imatge | Nom                     | Ubicat a | instància de | Detalls | coordenades                                                         | Protecció | Commons (més fotos) | Dades a WD                    |
| ------ | ----------------------- | -------- | ------------ | ------- | ------------------------------------------------------------------- | --------- | ------------------- | ----------------------------- |
|        | Borda Minguer           | Llavorsí | borda        |         | 42° 29′ 33″ N, 1° 12′ 39″ E / 42.4925979858207°N,1.21089875243302°E |           |                     | Modifica les dades a Wikidata |
|        | Borda Pancó             | Llavorsí | borda        |         | 42° 30′ 56″ N, 1° 11′ 53″ E / 42.5155751348815°N,1.19794858900047°E |           |                     | Modifica les dades a Wikidata |
|        | Borda Patxó             | Llavorsí | borda        |         | 42° 27′ 29″ N, 1° 12′ 11″ E / 42.4580373402072°N,1.20300511392357°E |           |                     | Modifica les dades a Wikidata |
|        | Cabana del Pla d'Ànec   | Llavorsí | borda        |         | 42° 30′ 45″ N, 1° 10′ 48″ E / 42.512533943731°N,1.17988700096515°E  |           |                     | Modifica les dades a Wikidata |
|        | borda d'Auressi         | Llavorsí | borda        |         | 42° 31′ 22″ N, 1° 09′ 42″ E / 42.52264°N,1.16158°E                  |           |                     | Modifica les dades a Wikidata |
|        | borda de Cabiró         | Llavorsí | borda        |         | 42° 30′ 44″ N, 1° 10′ 08″ E / 42.5121258138597°N,1.16896814838573°E |           |                     | Modifica les dades a Wikidata |
|        | borda de Carlos         | Llavorsí | borda        |         | 42° 30′ 51″ N, 1° 08′ 29″ E / 42.5141599444293°N,1.14149593393906°E |           |                     | Modifica les dades a Wikidata |
|        | borda de Casa Joan      | Llavorsí | borda        |         | 42° 31′ 20″ N, 1° 08′ 27″ E / 42.5221563971207°N,1.14091799496975°E |           |                     | Modifica les dades a Wikidata |
|        | borda de Fondí          | Llavorsí | borda        |         | 42° 31′ 16″ N, 1° 12′ 38″ E / 42.5211226203298°N,1.21059621587808°E |           |                     | Modifica les dades a Wikidata |
|        | borda de Gargori        | Llavorsí | borda        |         | 42° 31′ 23″ N, 1° 12′ 42″ E / 42.523010801374°N,1.2116270278843°E   |           |                     | Modifica les dades a Wikidata |
|        | borda de Gavatxo        | Llavorsí | borda        |         | 42° 30′ 23″ N, 1° 09′ 37″ E / 42.5064918042761°N,1.16018682355224°E |           |                     | Modifica les dades a Wikidata |
|        | borda de Manyà          | Llavorsí | borda        |         | 42° 30′ 34″ N, 1° 09′ 25″ E / 42.5095365962035°N,1.15688415800223°E |           |                     | Modifica les dades a Wikidata |
|        | borda de Montcada       | Llavorsí | borda        |         | 42° 30′ 22″ N, 1° 06′ 54″ E / 42.5062363834186°N,1.11511254674798°E |           |                     | Modifica les dades a Wikidata |
|        | borda de Perot          | Llavorsí | borda        |         | 42° 31′ 37″ N, 1° 12′ 08″ E / 42.5269634898451°N,1.20230862928797°E |           |                     | Modifica les dades a Wikidata |
|        | borda de Privado        | Llavorsí | borda        |         | 42° 30′ 50″ N, 1° 11′ 21″ E / 42.5138056423317°N,1.18910126605854°E |           |                     | Modifica les dades a Wikidata |
|        | borda de Santa Eulàlia  | Llavorsí | borda        |         | 42° 30′ 46″ N, 1° 12′ 03″ E / 42.5127750565618°N,1.20085305761668°E |           |                     | Modifica les dades a Wikidata |
|        | borda de Siponti        | Llavorsí | borda        |         | 42° 28′ 35″ N, 1° 12′ 07″ E / 42.4765262484288°N,1.20189211264808°E |           |                     | Modifica les dades a Wikidata |
|        | borda del Batlle        | Llavorsí | borda        |         | 42° 30′ 40″ N, 1° 09′ 30″ E / 42.51102°N,1.15831°E                  |           |                     | Modifica les dades a Wikidata |
|        | borda del Bernard       | Llavorsí | borda        |         | 42° 29′ 29″ N, 1° 11′ 50″ E / 42.491511700726°N,1.19732557895925°E  |           |                     | Modifica les dades a Wikidata |
|        | borda del Pla d'Ànec    | Llavorsí | borda        |         | 42° 30′ 49″ N, 1° 10′ 43″ E / 42.5135773417292°N,1.17867597726089°E |           |                     | Modifica les dades a Wikidata |
|        | borda del Pletiu        | Llavorsí | borda        |         | 42° 31′ 10″ N, 1° 08′ 43″ E / 42.5193182664279°N,1.14527511094704°E |           |                     | Modifica les dades a Wikidata |
|        | borda del Prilla        | Llavorsí | borda        |         | 42° 27′ 06″ N, 1° 13′ 50″ E / 42.4517213524793°N,1.23058351865453°E |           |                     | Modifica les dades a Wikidata |
|        | borda del Terçà         | Llavorsí | borda        |         | 42° 29′ 00″ N, 1° 12′ 35″ E / 42.4832059605656°N,1.20979162542271°E |           |                     | Modifica les dades a Wikidata |
|        | bordes de Berdié        | Llavorsí | borda        |         | 42° 28′ 26″ N, 1° 13′ 13″ E / 42.47394°N,1.22019°E                  |           |                     | Modifica les dades a Wikidata |
|        | bordes de Biuse         | Llavorsí | borda        |         | 42° 28′ 32″ N, 1° 12′ 45″ E / 42.4756845572858°N,1.21256078168291°E |           |                     | Modifica les dades a Wikidata |
|        | bordes del Ribal        | Llavorsí | borda        |         | 42° 29′ 00″ N, 1° 12′ 30″ E / 42.483462766592°N,1.20836079453116°E  |           |                     | Modifica les dades a Wikidata |
|        | les Bordes d'Arnui      | Llavorsí | borda        |         | 42° 29′ 35″ N, 1° 11′ 48″ E / 42.493058430959°N,1.1966619014596°E   |           |                     | Modifica les dades a Wikidata |
|        | les Bordes de Vellànega | Llavorsí | borda        |         | 42° 28′ 07″ N, 1° 10′ 54″ E / 42.468505009738°N,1.1815542789912°E   |           |                     | Modifica les dades a Wikidata |

## central hidroelèctrica
| imatge | Nom                                   | Ubicat a | instància de           | Detalls    | coordenades                                                                | Protecció | Commons (més fotos)                   | Dades a WD                    |
| ------ | ------------------------------------- | -------- | ---------------------- | ---------- | -------------------------------------------------------------------------- | --------- | ------------------------------------- | ----------------------------- |
|        | Central hidroelèctrica de Llavorsí    | Llavorsí | central hidroelèctrica | Llarg: 57m | 42° 29′ 48″ N, 1° 12′ 45″ E / 42.496527777778°N,1.2125277777778°E 802 msnm |           | Central hidroelèctrica de Llavorsí    | Modifica les dades a Wikidata |
|        | Central hidroelèctrica de Mal Pas     | Llavorsí | central hidroelèctrica |            | 42° 27′ 53″ N, 1° 12′ 04″ E / 42.464809°N,1.200986°E la Ribalera 817 msnm  |           | Central hidroelèctrica de Mal Pas     | Modifica les dades a Wikidata |
|        | Central hidroelèctrica de Montenartró | Llavorsí | central hidroelèctrica |            | 42° 26′ 51″ N, 1° 16′ 00″ E / 42.447498°N,1.266737°E la Ribalera 1156 msnm |           | Central hidroelèctrica de Montenartró | Modifica les dades a Wikidata |
|        | Central hidroelèctrica de Vallespir   | Llavorsí | central hidroelèctrica |            | 42° 27′ 16″ N, 1° 12′ 29″ E / 42.454424°N,1.207942°E la Ribalera 970 msnm  |           | Central hidroelèctrica de Vallespir   | Modifica les dades a Wikidata |

## collada
| imatge | Nom               | Ubicat a                     | instància de | Detalls | coordenades                                                       | Protecció | Commons (més fotos) | Dades a WD                    |
| ------ | ----------------- | ---------------------------- | ------------ | ------- | ----------------------------------------------------------------- | --------- | ------------------- | ----------------------------- |
|        | coll de Serrelles | Llavorsí Farrera             | collada      |         | 42° 28′ 35″ N, 1° 14′ 46″ E / 42.476388888889°N,1.2461111111111°E |           |                     | Modifica les dades a Wikidata |
|        | collada dels Alls | Llavorsí la Guingueta d'Àneu | collada      |         | 42° 31′ 45″ N, 1° 07′ 52″ E / 42.529166666667°N,1.1311111111111°E |           |                     | Modifica les dades a Wikidata |

## curs d'aigua
| imatge | Nom                    | Ubicat a                                                          | instància de | Detalls | coordenades                                                                                                  | Protecció | Commons (més fotos)    | Dades a WD                    |
| ------ | ---------------------- | ----------------------------------------------------------------- | ------------ | --- | --- | --------- | ---------------------- | ----------------------------- |
|        | Noguera Pallaresa      | Vall d'Aran Pallars Sobirà Pallars Jussà Noguera                  | curs d'aigua | Desemboca: Segre Llarg: 154km Conca: 2820km²                                                                                  | 41° 54′ 23″ N, 0° 53′ 24″ E / 41.9064°N,0.8901°E 42° 42′ 43″ N, 0° 56′ 58″ E / 42.71185°N,0.94951944444444°E |           | Noguera Pallaresa      | Modifica les dades a Wikidata |
|        | Noguera de Cardós      | Lladorre Esterri de Cardós Vall de Cardós Tírvia Llavorsí         | curs d'aigua | Travessa: Lladorre Esterri de Cardós Vall de Cardós Tírvia Llavorsí Desemboca: Noguera Pallaresa Llarg: 26.75km Conca: 250km² | 42° 29′ 43″ N, 1° 12′ 45″ E / 42.495356111111°N,1.2125019444444°E                                            |           | Noguera de Cardós      | Modifica les dades a Wikidata |
|        | riu de Santa Magdalena | Farrera les Valls de Valira Montferrer i Castellbò Llavorsí Rialb | curs d'aigua | Desemboca: Noguera Pallaresa Conca: 109.8km²                                                                                  | 42° 30′ 05″ N, 1° 19′ 49″ E / 42.501494°N,1.330232°E 42° 28′ 01″ N, 1° 11′ 57″ E / 42.466955°N,1.199188°E    |           | Riu de Santa Magdalena | Modifica les dades a Wikidata |

## entitat singular de població
| imatge | Nom                     | Ubicat a | instància de                                                    | Detalls                    | coordenades                                                          | Protecció | Commons (més fotos)     | Dades a WD                    |
| ------ | ----------------------- | -------- | --------------------------------------------------------------- | -------------------------- | -------------------------------------------------------------------- | --------- | ----------------------- | ----------------------------- |
|        | Aidí                    | Llavorsí | entitat singular de població                                    | 15 hab                     | 42° 31′ 24″ N, 1° 11′ 58″ E / 42.52320833°N,1.19931111°E 998 msnm    |           |                         | Modifica les dades a Wikidata |
|        | Arestui                 | Llavorsí | entitat singular de població entitat municipal descentralitzada | 21 hab Superfície: 9.7km²  | 42° 30′ 28″ N, 1° 10′ 00″ E / 42.507852°N,1.166695°E 1161.7 msnm     |           | Arestui                 | Modifica les dades a Wikidata |
|        | Baiasca                 | Llavorsí | entitat singular de població entitat municipal descentralitzada | 21 hab Superfície: 12.7km² | 42° 30′ 34″ N, 1° 08′ 33″ E / 42.509457°N,1.142505°E 1216.4 msnm     |           | Baiasca                 | Modifica les dades a Wikidata |
|        | Llavorsí                | Llavorsí | entitat singular de població capital municipal                  | 245 hab                    | 42° 29′ 44″ N, 1° 12′ 41″ E / 42.49568539°N,1.21132384°E 807 msnm    |           |                         | Modifica les dades a Wikidata |
|        | Montenartró             | Llavorsí | entitat singular de població entitat municipal descentralitzada | 22 hab                     | 42° 26′ 59″ N, 1° 13′ 33″ E / 42.449722°N,1.225833°E 1216.4 msnm     |           | Montenartró             | Modifica les dades a Wikidata |
|        | Romadriu                | Llavorsí | entitat singular de població                                    | 11 hab                     | 42° 26′ 46″ N, 1° 16′ 06″ E / 42.446134°N,1.268347°E 1347.8 msnm     |           | Romadriu                | Modifica les dades a Wikidata |
|        | Sant Romà de Tavernoles | Llavorsí | entitat singular de població                                    | 1 hab                      | 42° 28′ 24″ N, 1° 11′ 12″ E / 42.47330556°N,1.18658889°E 1246.4 msnm |           | Sant Romà de Tavèrnoles | Modifica les dades a Wikidata |

## església
| imatge | Nom                                    | Ubicat a | instància de    | Detalls                                                      | coordenades                                                                                  | Protecció                                  | Commons (més fotos)        | Dades a WD                    |
| ------ | -------------------------------------- | -------- | --------------- | ------------------------------------------------------------ | -------------------------------------------------------------------------------------------- | ------------------------------------------ | -------------------------- | ----------------------------- |
|        | Mare de Déu de Biuse                   | Llavorsí | església        |                                                              | 42° 28′ 36″ N, 1° 12′ 49″ E / 42.4766°N,1.21374°E 1257.1 msnm                                |                                            | Mare de Déu de Biuse       | Modifica les dades a Wikidata |
|        | Sant Bartomeu de Baiasca               | Llavorsí | església        | Estil: arquitectura romànica                                 | 42° 30′ 55″ N, 1° 08′ 32″ E / 42.515407°N,1.142324°E 1221.8 msnm                             | bé cultural d'interès local                |                            | Modifica les dades a Wikidata |
|        | Sant Esteve de Montenartró             | Llavorsí | església        |                                                              | 42° 26′ 59″ N, 1° 13′ 33″ E / 42.449792°N,1.225771°E 1305.3 msnm                             |                                            | Sant Esteve de Montenartró | Modifica les dades a Wikidata |
|        | Sant Jaume d'Arestui                   | Llavorsí | església ermita |                                                              | 42° 30′ 07″ N, 1° 10′ 44″ E / 42.50207°N,1.178773°E 1628 msnm                                |                                            |                            | Modifica les dades a Wikidata |
|        | Sant Just d'Aidí                       | Llavorsí | església        | Estil: arquitectura popular                                  | 42° 31′ 19″ N, 1° 11′ 53″ E / 42.522°N,1.19807°E 996 msnm                                    | bé cultural d'interès local                |                            | Modifica les dades a Wikidata |
|        | Sant Martí d'Arestui                   | Llavorsí | església        | Estil: arquitectura popular 18th century                     | 42° 30′ 29″ N, 1° 10′ 01″ E / 42.508091°N,1.166838°E ca:Pl. de l'Església, Arestui 1164 msnm | bé integrant del patrimoni cultural català | Sant Martí d'Arestui       | Modifica les dades a Wikidata |
|        | Sant Martí de Romadriu                 | Llavorsí | església        | Estil: arquitectura popular                                  | 42° 26′ 47″ N, 1° 16′ 06″ E / 42.446251°N,1.268386°E 1347.8 msnm                             | bé integrant del patrimoni cultural català | Sant Martí de Romadriu     | Modifica les dades a Wikidata |
|        | Sant Quirze de Sant Romà de Tavèrnoles | Llavorsí | església        |                                                              | 42° 28′ 24″ N, 1° 11′ 12″ E / 42.4732712383419°N,1.1867793945751°E 1268.7 msnm               |                                            |                            | Modifica les dades a Wikidata |
|        | Sant Serni de Baiasca                  | Baiasca  | església        | Anomenat per: Sadurní de Tolosa Dedicat a: Sadurní de Tolosa | 42° 30′ 35″ N, 1° 08′ 33″ E / 42.509685°N,1.142372°E 1221.8 msnm                             | bé integrant del patrimoni cultural català | Sant Serni de Baiasca      | Modifica les dades a Wikidata |
|        | Santa Anna de Llavorsí                 | Llavorsí | església        |                                                              | 42° 29′ 45″ N, 1° 12′ 40″ E / 42.495851°N,1.211198°E 820.4 msnm                              | bé cultural d'interès local                | Santa Anna de Llavorsí     | Modifica les dades a Wikidata |
|        | Santa Eulàlia de Llavorsí              | Llavorsí | església        | Estil: arquitectura romànica                                 | 42° 29′ 48″ N, 1° 12′ 31″ E / 42.49667°N,1.208704°E 831.2 msnm                               | bé cultural d'interès local                |                            | Modifica les dades a Wikidata |
|        | Santa Llúcia de Llavorsí               | Llavorsí | església        |                                                              | 42° 29′ 49″ N, 1° 12′ 43″ E / 42.49696389°N,1.21201667°E 820.4 msnm                          |                                            |                            | Modifica les dades a Wikidata |

## font
| imatge | Nom                 | Ubicat a | instància de | Detalls | coordenades                                                         | Protecció | Commons (més fotos) | Dades a WD                    |
| ------ | ------------------- | -------- | ------------ | ------- | ------------------------------------------------------------------- | --------- | ------------------- | ----------------------------- |
|        | font d'Escobet      | Llavorsí | font         |         | 42° 26′ 05″ N, 1° 13′ 46″ E / 42.4346453561314°N,1.22932561223905°E |           |                     | Modifica les dades a Wikidata |
|        | font de la Raigada  | Llavorsí | font         |         | 42° 28′ 46″ N, 1° 14′ 19″ E / 42.479535177664°N,1.23848634095193°E  |           |                     | Modifica les dades a Wikidata |
|        | font de les Obagues | Llavorsí | font         |         | 42° 26′ 59″ N, 1° 15′ 05″ E / 42.4497802840553°N,1.25140869852294°E |           |                     | Modifica les dades a Wikidata |
|        | font del Bosc       | Llavorsí | font         |         | 42° 29′ 37″ N, 1° 07′ 52″ E / 42.4935829736647°N,1.13100770401552°E |           |                     | Modifica les dades a Wikidata |
|        | font del General    | Llavorsí | font         |         | 42° 29′ 10″ N, 1° 12′ 44″ E / 42.4861627041416°N,1.21228675367824°E |           |                     | Modifica les dades a Wikidata |
|        | font del Prat Comú  | Llavorsí | font         |         | 42° 26′ 17″ N, 1° 14′ 36″ E / 42.4379479974467°N,1.24322733909456°E |           |                     | Modifica les dades a Wikidata |

## masia
| imatge | Nom            | Ubicat a | instància de | Detalls | coordenades                                                         | Protecció | Commons (més fotos) | Dades a WD                    |
| ------ | -------------- | -------- | ------------ | ------- | ------------------------------------------------------------------- | --------- | ------------------- | ----------------------------- |
|        | Ca l'Andreu    | Llavorsí | masia        |         | 42° 28′ 24″ N, 1° 11′ 11″ E / 42.4732629631649°N,1.18625654989941°E |           |                     | Modifica les dades a Wikidata |
|        | Cal Batlle     | Llavorsí | masia        |         | 42° 28′ 25″ N, 1° 11′ 12″ E / 42.4734744219688°N,1.18653023197617°E |           |                     | Modifica les dades a Wikidata |
|        | Cal Berder     | Llavorsí | masia        |         | 42° 29′ 43″ N, 1° 12′ 35″ E / 42.4952198425259°N,1.20982613811643°E |           |                     | Modifica les dades a Wikidata |
|        | Cal Betó       | Llavorsí | masia        |         | 42° 26′ 58″ N, 1° 13′ 34″ E / 42.4493383974372°N,1.22615136312924°E |           |                     | Modifica les dades a Wikidata |
|        | Cal Bisbe      | Llavorsí | masia        |         | 42° 29′ 46″ N, 1° 12′ 36″ E / 42.4960079125492°N,1.21012005199924°E |           |                     | Modifica les dades a Wikidata |
|        | Cal Blasi      | Llavorsí | masia        |         | 42° 28′ 23″ N, 1° 11′ 12″ E / 42.4731172523769°N,1.18672301744884°E |           |                     | Modifica les dades a Wikidata |
|        | Cal Caçador    | Llavorsí | masia        |         | 42° 29′ 45″ N, 1° 12′ 35″ E / 42.4959026247682°N,1.20972147381585°E |           |                     | Modifica les dades a Wikidata |
|        | Cal Cinto      | Llavorsí | masia        |         | 42° 29′ 44″ N, 1° 12′ 35″ E / 42.495460031613°N,1.20963674958464°E  |           |                     | Modifica les dades a Wikidata |
|        | Cal Malló      | Llavorsí | masia        |         | 42° 28′ 25″ N, 1° 11′ 10″ E / 42.4735958225134°N,1.18623477075333°E |           |                     | Modifica les dades a Wikidata |
|        | Cal Miquel     | Llavorsí | masia        |         | 42° 26′ 59″ N, 1° 13′ 36″ E / 42.4495996614159°N,1.22673983762385°E |           |                     | Modifica les dades a Wikidata |
|        | Cal Monjo      | Llavorsí | masia        |         | 42° 29′ 29″ N, 1° 13′ 01″ E / 42.4914040569058°N,1.2169195800138°E  |           |                     | Modifica les dades a Wikidata |
|        | Cal Pistola    | Llavorsí | masia        |         | 42° 29′ 46″ N, 1° 12′ 33″ E / 42.4961472526376°N,1.20923989554919°E |           |                     | Modifica les dades a Wikidata |
|        | Cal Roi        | Llavorsí | masia        |         | 42° 26′ 58″ N, 1° 13′ 35″ E / 42.4494329291852°N,1.22644053843721°E |           |                     | Modifica les dades a Wikidata |
|        | Cal Sabiel     | Llavorsí | masia        |         | 42° 26′ 56″ N, 1° 13′ 31″ E / 42.4489567211708°N,1.22534741226695°E |           |                     | Modifica les dades a Wikidata |
|        | Cal Tarrambó   | Llavorsí | masia        |         | 42° 29′ 42″ N, 1° 12′ 36″ E / 42.4949003499517°N,1.21012730797522°E |           |                     | Modifica les dades a Wikidata |
|        | Cal Tatxó      | Llavorsí | masia        |         | 42° 26′ 57″ N, 1° 13′ 31″ E / 42.4491706895988°N,1.22520760945168°E |           |                     | Modifica les dades a Wikidata |
|        | Cal Trenat     | Llavorsí | masia        |         | 42° 26′ 58″ N, 1° 13′ 32″ E / 42.4493376131979°N,1.22551905884109°E |           |                     | Modifica les dades a Wikidata |
|        | Hostal d'Aidí  | Llavorsí | masia        |         | 42° 31′ 03″ N, 1° 11′ 37″ E / 42.5175398860067°N,1.19347319822566°E |           |                     | Modifica les dades a Wikidata |
|        | Hostal del Rei | Llavorsí | masia        |         | 42° 28′ 57″ N, 1° 12′ 25″ E / 42.482548028878°N,1.2068782502051°E   |           |                     | Modifica les dades a Wikidata |
|        | la Creu        | Llavorsí | masia        |         | 42° 27′ 01″ N, 1° 13′ 33″ E / 42.4503250019053°N,1.22589247015229°E |           |                     | Modifica les dades a Wikidata |

## muntanya
| imatge | Nom                   | Ubicat a                           | instància de | Detalls | coordenades                                                          | Protecció | Commons (més fotos) | Dades a WD                    |
| ------ | --------------------- | ---------------------------------- | ------------ | ------- | -------------------------------------------------------------------- | --------- | ------------------- | ----------------------------- |
|        | Bony de Santa Bàrbara | Llavorsí la Guingueta d'Àneu       | muntanya     |         | 42° 31′ 35″ N, 1° 09′ 01″ E / 42.52648889°N,1.15023194°E 1914.7 msnm |           |                     | Modifica les dades a Wikidata |
|        | Cap de Baladredo      | Llavorsí                           | muntanya     |         | 42° 27′ 49″ N, 1° 14′ 19″ E / 42.46348889°N,1.23869444°E 2014.7 msnm |           |                     | Modifica les dades a Wikidata |
|        | Cap de Campmaior      | Llavorsí la Guingueta d'Àneu Rialb | muntanya     |         | 42° 30′ 58″ N, 1° 06′ 50″ E / 42.516012°N,1.113775°E 2044.9 msnm     |           | Cap de Campmaior    | Modifica les dades a Wikidata |
|        | Cap de la Peguera     | Llavorsí Farrera                   | muntanya     |         | 42° 28′ 47″ N, 1° 14′ 44″ E / 42.47977222°N,1.24545833°E 2033.5 msnm |           |                     | Modifica les dades a Wikidata |
|        | Pic de l'Espasa       | Llavorsí Farrera                   | muntanya     |         | 42° 29′ 29″ N, 1° 14′ 04″ E / 42.49130833°N,1.23441917°E 1530.8 msnm |           |                     | Modifica les dades a Wikidata |
|        | Pic de l'Orri         | Llavorsí Tírvia                    | muntanya     |         | 42° 31′ 07″ N, 1° 12′ 56″ E / 42.51852917°N,1.21557778°E 1436.3 msnm |           |                     | Modifica les dades a Wikidata |
|        | Pic de l'Àliga        | Llavorsí                           | muntanya     |         | 42° 29′ 15″ N, 1° 10′ 05″ E / 42.4875°N,1.16797°E 1970.5 msnm        |           |                     | Modifica les dades a Wikidata |
|        | Piflorit              | Llavorsí Rialb                     | muntanya     |         | 42° 28′ 49″ N, 1° 08′ 18″ E / 42.48041389°N,1.13838611°E 2097.2 msnm |           |                     | Modifica les dades a Wikidata |
|        | Pui Agut              | Llavorsí la Guingueta d'Àneu       | muntanya     |         | 42° 31′ 42″ N, 1° 09′ 39″ E / 42.52837222°N,1.16095°E 1678.7 msnm    |           | Pui Agut            | Modifica les dades a Wikidata |
|        | Pui Blanc             | Llavorsí la Guingueta d'Àneu       | muntanya     |         | 42° 31′ 46″ N, 1° 10′ 07″ E / 42.5294°N,1.16849°E 1423.9 msnm        |           |                     | Modifica les dades a Wikidata |
|        | Pui d'Urdosa          | Llavorsí Farrera                   | muntanya     |         | 42° 28′ 16″ N, 1° 14′ 54″ E / 42.471185°N,1.248309°E 2226 msnm       |           | Pui d'Urdosa        | Modifica les dades a Wikidata |
|        | Roc Raset             | Llavorsí Farrera                   | muntanya     |         | 42° 29′ 12″ N, 1° 14′ 07″ E / 42.4866°N,1.23541°E 1798.4 msnm        |           |                     | Modifica les dades a Wikidata |
|        | Roc Roi               | Llavorsí Farrera                   | muntanya     |         | 42° 28′ 57″ N, 1° 14′ 30″ E / 42.4824°N,1.24162°E 1973.9 msnm        |           |                     | Modifica les dades a Wikidata |
|        | Roc de Coter          | Llavorsí                           | muntanya     |         | 42° 30′ 04″ N, 1° 11′ 38″ E / 42.5011°N,1.19377°E 1400 msnm          |           |                     | Modifica les dades a Wikidata |
|        | Roc de la Moleta      | Llavorsí                           | muntanya     |         | 42° 28′ 21″ N, 1° 11′ 38″ E / 42.4724°N,1.19386°E 1215.3 msnm        |           |                     | Modifica les dades a Wikidata |
|        | Roc dels Malls        | Llavorsí Tírvia Vall de Cardós     | muntanya     |         | 42° 31′ 30″ N, 1° 12′ 56″ E / 42.5251°N,1.21547°E 1615.4 msnm        |           |                     | Modifica les dades a Wikidata |
|        | Roca del Pitillo      | Llavorsí                           | muntanya     |         | 42° 26′ 16″ N, 1° 13′ 32″ E / 42.43764°N,1.22559°E                   |           |                     | Modifica les dades a Wikidata |
|        | Serrat del Farro      | Llavorsí                           | muntanya     |         | 42° 28′ 30″ N, 1° 13′ 17″ E / 42.47506944°N,1.22143889°E 1705.7 msnm |           |                     | Modifica les dades a Wikidata |
|        | Tossal de Fontfreda   | Llavorsí                           | muntanya     |         | 42° 28′ 56″ N, 1° 09′ 38″ E / 42.4823°N,1.16056°E 2042.5 msnm        |           |                     | Modifica les dades a Wikidata |
|        | Turó de les Bruixes   | Llavorsí la Guingueta d'Àneu       | muntanya     |         | 42° 31′ 13″ N, 1° 11′ 14″ E / 42.52029167°N,1.18724444°E 1207 msnm   |           |                     | Modifica les dades a Wikidata |
|        | Vallalta              | Llavorsí Tírvia                    | muntanya     |         | 42° 30′ 33″ N, 1° 12′ 46″ E / 42.5091°N,1.21282°E 1422.2 msnm        |           |                     | Modifica les dades a Wikidata |
|        | tossal de Riuposa     | Llavorsí Rialb                     | muntanya     |         | 42° 30′ 05″ N, 1° 06′ 52″ E / 42.5014°N,1.11445°E 2063.3 msnm        |           |                     | Modifica les dades a Wikidata |

## pont
| imatge | Nom                          | Ubicat a | instància de | Detalls                                                                              | coordenades                                                                                    | Protecció                                  | Commons (més fotos) | Dades a WD                    |
| ------ | ---------------------------- | -------- | ------------ | ------------------------------------------------------------------------------------ | ---------------------------------------------------------------------------------------------- | ------------------------------------------ | ------------------- | ----------------------------- |
|        | Pont de la Moleta de Roni    | Llavorsí | pont         | Estil: arquitectura popular Travessa: riu de Santa Magdalena Hi passa: C-13          | 42° 28′ 00″ N, 1° 11′ 57″ E / 42.466664°N,1.199254°E                                           | bé integrant del patrimoni cultural català |                     | Modifica les dades a Wikidata |
|        | Pont el Cargol               | Llavorsí | pont         | Estil: arquitectura popular                                                          | 42° 31′ 31″ N, 1° 11′ 10″ E / 42.525385°N,1.186192°E                                           | bé integrant del patrimoni cultural català |                     | Modifica les dades a Wikidata |
|        | Pont sobre el riu de Baiasca | Llavorsí | pont         | Estil: arquitectura popular                                                          | 42° 30′ 45″ N, 1° 10′ 23″ E / 42.512597°N,1.173135°E                                           | bé integrant del patrimoni cultural català |                     | Modifica les dades a Wikidata |
|        | pont de Llavorsí             | Llavorsí | pont         | Estil: arquitectura popular Travessa: Noguera Pallaresa Estat: enderrocat o destruït | 42° 29′ 31″ N, 1° 12′ 43″ E / 42.492071°N,1.21182°E ca:A 400 metres de Llavorsí, direcció Sort | bé integrant del patrimoni cultural català | Pont de Llavorsí    | Modifica les dades a Wikidata |

## serra
| imatge | Nom                 | Ubicat a                                    | instància de | Detalls | coordenades                                                          | Protecció | Commons (més fotos) | Dades a WD                    |
| ------ | ------------------- | ------------------------------------------- | ------------ | ------- | -------------------------------------------------------------------- | --------- | ------------------- | ----------------------------- |
|        | Muntanya d'Escart   | la Guingueta d'Àneu Llavorsí                | serra        |         | 42° 31′ 30″ N, 1° 07′ 40″ E / 42.52502778°N,1.12765833°E 1947 msnm   |           | Muntanya d'Escart   | Modifica les dades a Wikidata |
|        | Serra Plana         | Vall de Cardós la Guingueta d'Àneu Llavorsí | serra        |         | 42° 32′ 19″ N, 1° 12′ 40″ E / 42.5385°N,1.21105°E 1972.3 msnm        |           |                     | Modifica les dades a Wikidata |
|        | Serreta del Solà    | Llavorsí                                    | serra        |         | 42° 31′ 05″ N, 1° 09′ 35″ E / 42.5181°N,1.15962°E 1914.7 msnm        |           |                     | Modifica les dades a Wikidata |
|        | serrat Gros         | Llavorsí Soriguera                          | serra        |         | 42° 25′ 33″ N, 1° 13′ 31″ E / 42.42578889°N,1.22538056°E 2275.4 msnm |           |                     | Modifica les dades a Wikidata |
|        | serrat de Cabanerto | Llavorsí Rialb                              | serra        |         | 42° 28′ 08″ N, 1° 10′ 22″ E / 42.4689°N,1.17266°E 1450 msnm          |           |                     | Modifica les dades a Wikidata |
|        | serrat de Canaledo  | Llavorsí                                    | serra        |         | 42° 29′ 17″ N, 1° 11′ 08″ E / 42.488°N,1.18562°E 1925.6 msnm         |           |                     | Modifica les dades a Wikidata |
|        | serrat de Matanegra | Llavorsí Rialb                              | serra        |         | 42° 28′ 50″ N, 1° 08′ 53″ E / 42.4805°N,1.14815°E 2097.2 msnm        |           |                     | Modifica les dades a Wikidata |

## Misc
| imatge | Nom                           | Ubicat a | instància de      | Detalls                                                                   | coordenades                                                                              | Protecció        | Commons (més fotos) | Dades a WD                    |
| ------ | ----------------------------- | -------- | ----------------- | ------------------------------------------------------------------------- | ---------------------------------------------------------------------------------------- | ---------------- | ------------------- | ----------------------------- |
|        | Castell de Gilareny           | Llavorsí | castell           | Estat: ruïnós                                                             | 42° 29′ 24″ N, 1° 12′ 51″ E / 42.4898951363692°N,1.21428549655381°E                      |                  |                     | Modifica les dades a Wikidata |
|        | L-504                         | Llavorsí | carretera         | Llarg: 20km                                                               | 42° 29′ 48″ N, 1° 12′ 48″ E / 42.49660833°N,1.213275°E 1125.4 msnm                       |                  |                     | Modifica les dades a Wikidata |
|        | La Pineda                     | Llavorsí | pineda            | Travessa: Noguera Pallaresa                                               | 42° 30′ 50″ N, 1° 12′ 17″ E / 42.513845°N,1.204681°E 825 1422 msnm                       |                  |                     | Modifica les dades a Wikidata |
|        | Torre de Biuse                | Llavorsí | torre de defensa  | Estat: ruïnós                                                             | 42° 28′ 26″ N, 1° 12′ 50″ E / 42.4739219743335°N,1.21387610251977°E                      |                  |                     | Modifica les dades a Wikidata |
|        | casa consistorial de Llavorsí | Llavorsí | casa consistorial |                                                                           | 42° 29′ 51″ N, 1° 12′ 32″ E / 42.4974682°N,1.2088064°E                                   |                  |                     | Modifica les dades a Wikidata |
|        | clop de Bernat                | Llavorsí | arbre singular    | Taxon: pollancre ver (Populus nigra) Ample: 17m Alt: 25m Perímetre: 5.34m | 42° 28′ 37″ N, 1° 12′ 46″ E / 42.47706°N,1.21274°E ca:Camí a l'ermita de Biuse 1289 msnm | arbre monumental | Clop de Bernat      | Modifica les dades a Wikidata |
|        | la Ribalera                   | Llavorsí | vall fluvial      |                                                                           | 42° 27′ 27″ N, 1° 12′ 46″ E / 42.4575°N,1.21274°E 785 2300 msnm                          |                  |                     | Modifica les dades a Wikidata |